# USS Oak Hill (LSD-51)
L'USS Oak Hill (LSD-51) est un navire de débarquement de l’US Navy de classe Harpers Ferry. Il est mis en service en 1996.

## Histoire
La quille de l’USS Oak Hill (LSD-51) est posée le 21 septembre 1992 aux Chantier naval Avondale à la Nouvelle-Orléans en Louisiane. Le navire est lancé le 11 juin 1994 et mis en service le 8 juin 1996. Le Oak Hill est le deuxième navire de la marine américaine à être nommée d’après Oak Hill, la maison du président américain James Monroe.
En avril 2006, le navire participe au sauvetage d’un navire Indien attaqué par des pirates au large de des côtes de la Somalie.  Le navire dirigé par le commandant Ray Stapf  envoie une équipe d’intervention de marines menée par le capitaine Clennon Roe. Le 4 juillet 2009, l'ambassade des États-Unis en Uruguay effectue ses célébrations du 4 juillet à bord du Oak Hill alors que le navire est dans le port de Montevideo.
En septembre 2013, l'USS Oak Hill est commandé par le commandant Bryan Carmichael. Le navire est basé à la Naval Amphibious Base Little Creek, en Virginie. Il est  affecté à groupe amphibie 8.